# نبرد جهرا
نبرد جهرا (انگلیسی: Battle of Jahra) در ۱۰ اکتبر ۱۹۲۰ در جریان جنگ کویت و نجد رخ داد که شیخ سالم مبارک الصباح، حاکم کویت، را در مقابل نیروهای اخوان به رهبری فیصل الدویش، شیخ قبیله مطیر، قرار داد. این درگیری در روستای الجهرا واقع در غرب شهر کویت به وقوع پیوست.
در آغاز نبرد نیروهای اخوان موفق به تصرف روستای جهرا شدند. شیخ سالم به همراه برخی از نیروهایش به کاخ سرخ پناه بردند و در آنجا سنگربندی کردند.
سپس اخوان قلعه را محاصره کردند و شرایط صلح را به شیخ سالم پیشنهاد دادند که او آن را رد کرد. این امر باعث شد اخوان حمله‌ای را به کاخ آغاز کند، اما آنها نتوانستند استحکامات آن را بشکنند. با وجود موفقیت‌های نیروهای کویتی در دفع مهاجمان، مدافعان به دلیل کمبود آب با مشکلات شدیدی روبرو شدند و تحمل محاصره را دشوار کرد. با شروع روز دوم جنگ، شرایط برای آنها دشوار شد. با این حال، رسیدن نیروهای کمکی از طریق دریا به شهر کویت، تسکین بسیار مورد نیاز را فراهم کرد.
فیصل الدویش، در تلاش برای سنجش وضعیت محاصره‌شدگان، یکی از فقهای اخوان را برای مذاکره در مورد شرایط مصالحه فرستاد. شیخ سالم وانمود کرد که این شرایط را پذیرفته است، اما قصد نداشت به درخواست آنها تن دهد و در عوض بر پایان دادن به محاصره تمرکز کرد. او به منشی خود دستور داد نامه‌ای به فیصل الدویش بنویسد و وانمود کند که تسلیم شرایط مصالحه شده است، به شرطی که اخوان از کاخ و جهرا عقب‌نشینی کنند. در نتیجه، اخوان در ۱۲ اکتبر ۱۹۲۰ به صبیحیه در جنوب کویت عقب‌نشینی کرد.
اخوان پس از محاصره اولیه و حمله ناموفق به کاخ سرخ در طول نبرد جهرا، تلاش کردند با شیخ سالم المبارک الصباح برای نهایی کردن روند صلح مذاکره کنند. با این حال، شیخ سالم شرایط آنها را رد کرد و در عوض از بریتانیا درخواست کمک نظامی کرد. در پاسخ، بریتانیا نیروهای نظامی خود را به کویت اعزام کرد و از طریق پخش اعلامیه‌های هوایی بر فراز اردوگاه آنها در صبیحیه، هشدار شدیدی به اخوان داد و به آنها توصیه کرد که هرگونه حمله بیشتر به کویت را متوقف کنند.
همزمان ابن سعود، حاکم نجد، با اعزام هیئتی از رهبر اخوان خواست تا از نقشه‌هایش برای حملهٔ دیگری به کویت صرف نظر کند. تحت این فشار مشترک از سوی بریتانیا و ابن سعود، اخوان از اردوگاه خود در صبیحیه عقب‌نشینی کردند و به نجد بازگشتند.
در نهایت، شیخ خزعل بن جابر، حاکم محمره، نقش کلیدی در میانجیگری این درگیری ایفا کرد. او آشتی بین سلطان عبدالعزیز بن عبدالرحمن آل سعود از نجد و شیخ سالم مبارک الصباح از کویت را تسهیل کرد و به تنش‌های بین دو طرف پایان داد.